# Styggbergs-Långtjärnen
Styggbergs-Långtjärnen är en sjö i Ovanåkers kommun i Hälsingland och ingår i Ljusnans huvudavrinningsområde. Styggbergs-Långtjärnen ligger i Ålkarstjärnarna Natura 2000-område.